# 武装権
銃を保持し携行する権利（英語: right to keep and bear arms、しばしばright to bear armsとも言われる）または武装権とは、人民が生命、自由、財産のために武器（arms）を所持するための法的な権利である。銃の権利の目的は、自己防衛の他に、狩猟やスポーツ活動も含まれる:96。武器を保持し携行する権利を保証している国には、アルバニア、チェコ、グアテマラ、メキシコ、フィリピン、スイス、ウクライナ、アメリカ合衆国、イエメンなどがある。

## アメリカ合衆国

高所得のOECD諸国における銃関連の殺人（赤）と自殺率（青）、2010年、総死亡率（殺人と自殺とその他の銃関連の死亡）順

複数の研究で、人々が銃器に簡単にアクセスできる場所では、銃関連の死亡が、自殺、殺人、意図しない怪我を含め、より高頻度になる傾向があることを示している

アメリカ合衆国においては、合衆国憲法修正第2条において保護されている。
アメリカ合衆国では、銃を利用した重大犯罪が度々発生しており、銃規制の是非をめぐって論争となっているが、この条項が根拠となり、銃器の所持が認められ、場合によっては（州によっても差違があるが）携帯も認められる。